# Jean Alfonsetti
Jean Alfonsetti (* 10. Januar 1908 in Dalheim ; † 2. Juli 1984 ebenda) war ein luxemburgischer Radrennfahrer und nationaler Meister im Radsport.

## Sportliche Laufbahn
Alfonsetti war im Straßenradsport aktiv und Teilnehmer der Olympischen Sommerspiele 1928 in Amsterdam. Das olympische Straßenrennen beendete er auf dem 42. Rang. In der Mannschaftswertung des Straßenrennens wurde Luxemburg mit Jean-Pierre Muller, Norbert Sinner, Jean Alfonsetti und Marcel Pesch 10. 1927 gewann er die nationale Meisterschaft im Straßenrennen der Amateure. 1928 wurde er Dritter der Meisterschaft.